# Фомичи (Кишертский район)
Фомичи́ — деревня, входит в Кишертский район Пермского края. Входит в состав Посадского сельского поселения.

## География
Фомичи расположены в 2 км от административного центра поселения и в 10 км от райцентра

## Население
| 2000 | 2004 | 2008 | 2010 | 2011 | 2012 | 2013 |
| ---- | ---- | ---- | ---- | ---- | ---- | ---- |
| 81   | ↘80  | ↗97  | ↘80  | →80  | ↗100 | ↘94  |
| 2015 |      |      |      |      |      |      |
| ↘93  |      |      |      |      |      |      |

## Инфраструктура
В деревне есть магазин.